# (32712) 4135 T-2
4135 T-2 (asteroide 32712) é um asteroide da cintura principal. Possui uma excentricidade de 0.04001950 e uma inclinação de 8.68268º.
Este asteroide foi descoberto no dia 29 de setembro de 1973 por Cornelis Johannes van Houten e Ingrid van Houten-Groeneveld e Tom Gehrels em Palomar.